# 群组
群组（英語：Group）通常被称为网络社区（英語：community）、电子团体（英語：e-group）或俱乐部（英語：club）。是许多社交网络服务的一项功能，允许用户创建、发布、评论和阅读自己感兴趣的特定论坛，通常在虚拟社区领域内。群组允许群组外的其他用户开放或关闭访问、邀请和/或加入，其目的是在更大、更多样化的社交网络服务中提供微型网络。与邮递论坛非常相似，它们也由所有者（群主）、版主或管理员拥有和维护，他们可以编辑帖子到讨论线程，并管理组内成员的行为，然而，与传统的互联网论坛和邮递论坛不同，社交网络服务中的群组允许所有者和版主在组之间共享帐户凭证，而不必登录每个群组。

## 历史
万维网的兴起导致了互联网交流方式的多样化，而在20世纪80年代仅限于新闻组、BBS和聊天室的讨论。虽然网络大众传播的最初兴起是在20世纪90年代中期的早期互联网论坛上，但一些服务，如MSN群组，雅虎! 群组和eGroups率先将基于web的电子邮件列表归档与用户配置文件相结合;到2000年，这些服务增加了一倍，成为完全成熟的邮件列表和网络论坛，允许用户创建极其丰富的讨论和网络媒体，复杂性的阈值相对较少。其他功能还包括聊天室(通常基于java)、图像和视频库以及群组日历。
bullecalbel交流网络的第二次迸发，是一种较少依赖邮递论坛相关功能，更多依赖网络论坛功能的模式，开始于2000年代早期至中期，在服务形式上以LiveJournal、Friendster、MySpace和Facebook等诸如此类出现。这些服务延续了基于网络（web）的电子群组的讨论和组织媒介。在2000年晚期，像Yammer和Micromobs等服务这样的通过利用微博式活动流进一步促进了电子群组通信.

## 在虚拟世界中
在《第二人生》里，群组很少讨论中心附近的论坛(因此，自2009年起，《第二人生》交流网络中并没有内置异步通讯功能)和共同兴趣，但更侧重于维护网络内部的特定地理位置。这类像建筑物区、基址或整个岛屿等地区一样的群组通常由的群主创建，以满足该群组最频繁的游客和老顾客。由于《第二人生》的异步消息传递能力有限，所以群组也是一种是群发与群组相关的公告的方式，但不全能主持讨论或审议这样的公告消息。

## 在线社交网络的重要性
在人们将社交生活扩展到互联网之前，他们的圈子很小。这些包括来自农村地区或村落的网络，如家庭、朋友和邻居，以及教堂等社区团体。这些网络代表了一个支持个人的社会保障体系。
自我们把社交生活的很大一部分转移到互联网上后，在线社交网络组就成为了一种维持社交生活结构的方向。网络变成了是由人群组成的，而万维网边界本身也连在一起。为了能够分类我们所属的许多不同的群组，我们使用在线群组来帮助我们安排和弄清楚我们所有的联系人。这种感知根植于我们的内心，我们把人分门别类或按类别排序以使其有意义，并试图理解我们周围人的人际关系。因此在线社交网络组可以使我们在网上做同样的事情。 在线社会网络对人们的生活有着巨大的影响。由于社交网络革命为人们提供了更松散的联系和多样化的人际关系，它既创造了压力，也创造了机会。此外，互联网革命已经将联络点从家庭转变为个人。此外，由于移动革命，人们之间保持着频繁的交流。总而言之，上述革命创造了一种新的社会操作系统:“网络式个人主义”。人们现在连接、交流和交换信息的方式可以被描述为操作系统的一种形式，因为计算机系统的结构与在社会中形成的网络式个人主义之间存在相似性。这些结构包括不成文的规则、规范、约束和机会，对于那些属于特殊网络的人来说是显而易见的。

## 顾虑
有调查称，假新闻正在渗透在线社交网络。最近的一项研究称，人们接触假新闻后，即使发现他们得到的信息是假的，通常也会恢复到原来的观点。 